# جورج أفتيموس
جورج أفتيموس هو نقيب أطباء لبنان، انتخب أمينا عاما لاتحاد الأطباء العرب في 27 فبراير 2010 خلفا للدكتور عبد المنعم أبو الفتوح وقد أنتقلت الأمانة العامة للاتحاد إلى بيروت بحسب القانون الأساسي للاتحاد.